# GrassMaster
GrassMaster è il nome commerciale di una tecnologia ibrida di produzione di tappeti erbosi a uso sportivo.
Presentato nel 1989 dalla compagnia olandese Desso, dal 2015 GrassMaster è un marchio dell'azienda francese Tarkett.
A differenza dei primi fondi completamente sintetici in uso fino a tutti gli anni ottanta, la tecnologia GrassMaster utilizza la componente sintetica solo come sostegno di quella naturale ed è al 2020 utilizzata in numerosi impianti di prima categoria dedicati a calcio, rugby e football americano.

## Descrizione
La tecnologia realizzativa di GrassMaster consiste nell'iniettare nel terreno, a distanza di 2 cm l'una dall'altra, delle fibre di materiale sintetico lunghe 20 centimetri per 9/10 della loro lunghezza.
Su ogni metro quadro di prato sono quindi interrate 2500 fibre e un terreno di gioco delle dimensioni di circa 100 × 70 m (7000 m²) ne presenta più di 17 milioni.
Successivamente il campo viene seminato e le radici dell'erba si intrecciano con i filamenti sintetici interrati fino a raggiungere, 18 centimetri sotto il filo del prato, lo strato di sabbia che assicura il drenaggio.
Il produttore garantisce che, con tale soluzione tecnica, la radice ancorata al filamento rende più stabili e resistenti alla torsione i fili d'erba fuori dal terreno e, inoltre, che le fibre piantate nel terreno riducono il rischio di sollevamento di zolle che con un manto d'erba senza sostegni sintetici tendono a prodursi per stress meccanico della superficie.
Il 2 gennaio 2015 Desso fu acquistata dal gruppo industriale francese Tarkett, specializzato nella produzione di rivestimenti sintetici per pavimenti, e con esso anche la proprietà del marchio e della tecnologia GrassMaster.

## Impianti
Numerosi stadi, di proprietà dei club e non, adottano la soluzione ibrida GrassMaster.
Senza pretesa di esaustività, tra i più rilevanti figurano quelli, solo calcistici, del Manchester Utd (Old Trafford), il terreno del Liverpool (Anfield); lo stadio di Inter e Milan ("Giuseppe Meazza"); ancora, gli impianti interni di Ajax e Juventus (rispettivamente Johan Cruijff Arena ad Amsterdam e Juventus Stadium a Torino).
Tra quelli multifunzione figurano il City of Manchester Stadium, lo Stade de France a Saint-Denis e il Parco dei Principi a Parigi.
Il più noto tra gli impianti dedicati solo al rugby ad avere adottato la soluzione mista GrassMaster è il londinese Twickenham che nel 2012 abbandonò la soluzione interamente naturale.